# Antônio Rogério Silva Oliveira
Antônio Rogério Silva Oliveira, mais conhecido como Índio (Itatira, 21 de novembro de 1981), é um ex-futebolista brasileiro que atuava como atacante.
Após passagens por vários clubes cearenses, Índio atingiu o auge de sua carreira atuando pelo Vitória na temporada de 2007. Neste ano, ficou bastante marcado pelos quatro gols feitos num clássico Ba-Vi, realizado no dia 22 de abril. O jogo, clássificado até hoje como um dos mais emocionantes Ba-Vis em todos os tempos, teve um placar extremamente atípico: 6 a 5 favorável ao Vitória. Índio é atualmente o 4º maior artilheiro da história do Barradão, casa do rubro-negro baiano.
Entretanto, recentemente sua história pelo Vitória foi marcada por um episódio negativo. Após retornar de empréstimo ao futebol sul-coreano, Índio entrou com uma ação contra o clube, cobrando valores de FGTS, 13º salário e férias, relativos aos quatro anos em que jogou no país asiático. O saldo de toda esta situação foi um grande mal-estar criado entre o jogador e a diretoria, que optou por afastá-lo do elenco principal, e posteriormente emprestá-lo ao América de Natal.

## Carreira
O começo da carreira foi difícil para Índio, tendo atuado em vários clubes cearenses de pouca expressão sem se firmar em nenhum, como Uniclinic, Guarani, Ferroviário e Maranguape. Foi contratado pelo baiano Ipitanga em 2004, chegando a jogar como lateral-direito diversas vezes, e foi descoberto pelo Vitória, para o qual se transferiu em outubro de 2005.

### Vitória
Em 2006, fez 13 gols no Campeonato Baiano, 1 na Copa do Brasil e outros 13 na Série C, ajudando o Leão a ascender à Série B do ano seguinte. Com esses números, conseguiu se tornar unanimidade no ataque do time para o ano seguinte.
No Baiano de 2007 veio a consagração. Com 26 gols em 27 jogos, 8 apenas em Ba-Vis, o cacique virou xodó da torcida. Foi o principal jogador na conquista do estadual e, assim, muito se esperava dele na Série B daquele ano. Porém, contusões atrapalharam o desempenho de Índio na competição, fazendo com que fosse sacado diversas vezes da equipe principal. Jogou a maior parte do certame como reserva, fazendo apenas 5 gols em 25 jogos. Mesmo assim, foi o segundo maior artilheiro do Brasil em 2007.
Em 2008, após um começo empolgante, com 6 gols em 10 jogos no estadual, foi emprestado ao coreano Gyeongnam FC até o final da temporada 2009.

### Gyeongnam
No Gyeongnam, jogou no meio-de-campo e era responsável pelas assistências para gol. Ainda assim, marcou 14 gols nos dois campeonatos coreanos que disputou e ajudou o clube a brigar por vaga no torneio asiático, não obtendo sucesso. Ajudou o time também a chegar à final da Copa da Coreia do Sul em 2008, sucumbindo por 2 a 0 diante do Pohang Steelers.

### Retorno ao Leão e Chunnam Dragons
Ao final do empréstimo, em dezembro de 2009, retornou ao Vitória e prometeu se esforçar para voltar à boa fase do estadual de 2007. Depois de jogar 4 partidas e marcar 1 gol, o clube baiano recebeu uma proposta do Chunnam Dragons para emprestar o jogador por R$ 600 mil. Índio e o Vitória entraram em acordo: o atacante seria emprestado e o seu contrato seria renovado por mais dois anos.
Foi o artilheiro da equipe em 2010 mas esta não fez um bom campeonato, terminando na 10ª posição no certame. Índio foi também o artilheiro geral da Copa da Coreia do Sul na temporada, com cinco gols. Em 2011, o Chunnan continuou a fazer campanhas medianas, e dessa vez o atacante conviveu com lesões constantes que o tiraram de diversas partidas no ano. Acabou por anotar apenas dois tentos em 18 jogos.

### Segundo retorno ao Leão: ação na justiça e novos empréstimos
No início de 2012, retornou de mais um empréstimo ao futebol sul-coreano e permaneceu no Vitória durante o primeiro semestre, sendo pouquíssimo aproveitado pelo então treinador Toninho Cerezo. No dia 22 de maio, após uma nova conversa com a diretoria do Vitória, o atacante afirmou que não jogaria mais pelo clube, cobrando da diretoria valores de FGTS, 13º salário e férias, relativos aos quatro anos em que jogou na Coreia do Sul. Índio entrou com uma ação contra o Vitória, e acabou criando um imenso mal-estar interno com a diretoria, que resolveu afastá-lo do elenco principal. Apesar da tentativa, o jogador acabou perdendo a ação na justiça e a diretoria, que já havia o colocado para treinar separado dos outros jogadores do clube, comunicou a não possibilidade em renovar seu contrato, com duração até dezembro.
Posteriormente, no dia 26 de julho, foi emprestado ao América de Natal, que assim como o Vitória disputava a Série B do Campeonato Brasileiro. No clube potiguar, foi bastante prejudicado por lesões e quase não jogou, disputando apenas três partidas pela Série B. Após apenas dois meses e com um frustrante desempenho no América, pediu desligamento do clube para defender as cores do Paysandu, e chegou a ser anunciado pelo clube paraense. Porém, a transferência não obteve sucesso já que o regulamento da FIFA proíbe que um mesmo jogador atue por três times diferentes na mesma temporada. Como já havia disputado duas partidas pelo Vitória no ano, além das três pelo América, Índio não poderia atuar pelo Paysandu. Com isso, acabou retornando ao clube baiano. O Vitória, porém, não demonstrou o menor interesse em aproveitá-lo no time principal, e Índio permaneceu afastado.
No dia 4 de janeiro de 2013, acertou um novo empréstimo com o Madureira para a disputa do estadual. Estreou pelo clube no dia 19 de janeiro, num empate por 1 a 1 com o Resende.
Depois da disputa do campeonato estadual pelo Madureira, Índio assinou com o Tiradentes, do Ceará, para a disputa da Série D do Brasileirão. Entretanto, não prosseguiu na equipe cearense, até que foi contratado pelo Potiguar de Mossoró. Ele veio para a disputa da Copa do Nordeste e o Campeonato Estadual, mas também não foi aproveitado. Em 2014, assinou com outro clube, o Vitória da Conquista para a disputa da reta final do Campeonato Baiano.

## Aposentadoria
Antônio aposentou-se em 2018.

## Títulos
Vitória
- Campeonato Baiano: 2007 e 2008
- Vice-campeão brasileiro (Série C): 2006

## Artilharias
Vitória
- Campeonato Baiano: 2007 (26 gols)

Chunnam Dragons
- Copa da Coreia do Sul: 2010 (5 gols)

## Estatísticas
Atualizado até 10 de fevereiro de 2013.
| Clube                  | Ano                    | Campeonato estadual | Campeonato estadual | Copa nacional | Copa nacional | Campeonato nacional | Campeonato nacional | Competições continentais | Competições continentais | Outras competições | Outras competições | Total | Total | Total |
| Clube                  | Ano                    | Jogos               | Gols                | Jogos         | Gols          | Jogos               | Gols                | Jogos                    | Gols                     | Jogos              | Gols               | Jogos | Gols  |       |
| ---------------------- | ---------------------- | ------------------- | ------------------- | ------------- | ------------- | ------------------- | ------------------- | ------------------------ | ------------------------ | ------------------ | ------------------ | ----- | ----- | ----- |
| Vitória                |                        |                     |                     |               |               |                     |                     |                          |                          |                    |                    |       |       |       |
| 2006                   | 25                     | 13                  | 4                   | 1             | 28            | 13                  | 0                   | 0                        | 0                        | 0                  | 57                 | 27    |       |       |
| 2007                   | 27                     | 26                  | 4                   | 1             | 27            | 5                   | 0                   | 0                        | 0                        | 0                  | 58                 | 32    |       |       |
| 2008                   | 10                     | 6                   | 0                   | 0             | 0             | 0                   | 0                   | 0                        | 0                        | 0                  | 10                 | 6     |       |       |
| 2010                   | 4                      | 1                   | 0                   | 0             | 0             | 0                   | 0                   | 0                        | 0                        | 0                  | 4                  | 1     |       |       |
| 2012                   | 1                      | 0                   | 1                   | 0             | 0             | 0                   | 0                   | 0                        | 0                        | 0                  | 2                  | 0     |       |       |
| Total                  | Total                  | 67                  | 46                  | 9             | 2             | 55                  | 18                  | 0                        | 0                        | 0                  | 0                  | 131   | 66    |       |
| Gyeongnam              |                        |                     |                     |               |               |                     |                     |                          |                          |                    |                    |       |       |       |
| 2008                   | —                      | —                   | 5                   | 0             | 23            | 6                   | 0                   | 0                        | 6                        | 4                  | 34                 | 10    |       |       |
| 2009                   | —                      | —                   | 2                   | 1             | 25            | 8                   | 0                   | 0                        | 3                        | 0                  | 30                 | 9     |       |       |
| Chunnam Dragons        |                        |                     |                     |               |               |                     |                     |                          |                          |                    |                    |       |       |       |
| 2010                   | —                      | —                   | 4                   | 5             | 23            | 8                   | 0                   | 0                        | 2                        | 0                  | 29                 | 13    |       |       |
| 2011                   | —                      | —                   | 1                   | 0             | 15            | 2                   | 0                   | 0                        | 2                        | 0                  | 18                 | 2     |       |       |
| Total na Coreia do Sul | Total na Coreia do Sul | —                   | —                   | 12            | 6             | 86                  | 24                  | 0                        | 0                        | 13                 | 4                  | 111   | 34    |       |
| América-RN             |                        |                     |                     |               |               |                     |                     |                          |                          |                    |                    |       |       |       |
| 2012                   | 0                      | 0                   | 0                   | 0             | 3             | 0                   | 0                   | 0                        | 0                        | 0                  | 3                  | 0     |       |       |
| Total                  | Total                  | 0                   | 0                   | 0             | 0             | 3                   | 0                   | 0                        | 0                        | 0                  | 0                  | 3     | 0     |       |
| Madureira              |                        |                     |                     |               |               |                     |                     |                          |                          |                    |                    |       |       |       |
| 2013                   | 5                      | 0                   | 0                   | 0             | 0             | 0                   | 0                   | 0                        | 0                        | 0                  | 5                  | 0     |       |       |
| Total                  | Total                  | 5                   | 0                   | 0             | 0             | 0                   | 0                   | 0                        | 0                        | 0                  | 0                  | 5     | 0     |       |
| Total na carreira      | Total na carreira      | 72                  | 46                  | 21            | 8             | 144                 | 42                  | 0                        | 0                        | 13                 | 4                  | 250   | 100   |       |